# Tromsøya
Tromsøya apró sziget a Kvaløya sziget melletti tengerszorosban, Norvégia északnyugati részén, Troms megye területén.

## Jellemzői
Tromsø városának névadója e sziget, valamint a város több lakónegyede is itt épült fel. A sziget területe nagyjából 22 négyzetkilométer és a 2001-es adatok alapján népessége nagyjából 30 000 főre tehető. A Tromsøi repülőtér a sziget nyugati részén helyezkedik el. A Prestvannet-tó a sziget közepén található és partja, valamint a környező területek természetvédelmi területek. A sziget közúti hídon összeköttetésben áll Tromsdale-lel a Tromsø-hídon valamint a Tromsøysund-csatornán keresztül, valamint Kvaløysetta településsel a Kvaløya-hídon és a Sandnessund-hídon keresztül.

## Fordítás
Ez a szócikk részben vagy egészben  a   Tromsøya című angol Wikipédia-szócikk ezen változatának fordításán alapul.  Az eredeti cikk szerkesztőit annak laptörténete sorolja fel. Ez a jelzés csupán a megfogalmazás eredetét és a szerzői jogokat jelzi, nem szolgál a cikkben szereplő információk forrásmegjelöléseként.
1. ↑  Tromsøya